# 佐藤次郎

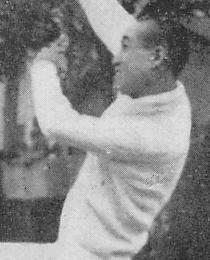

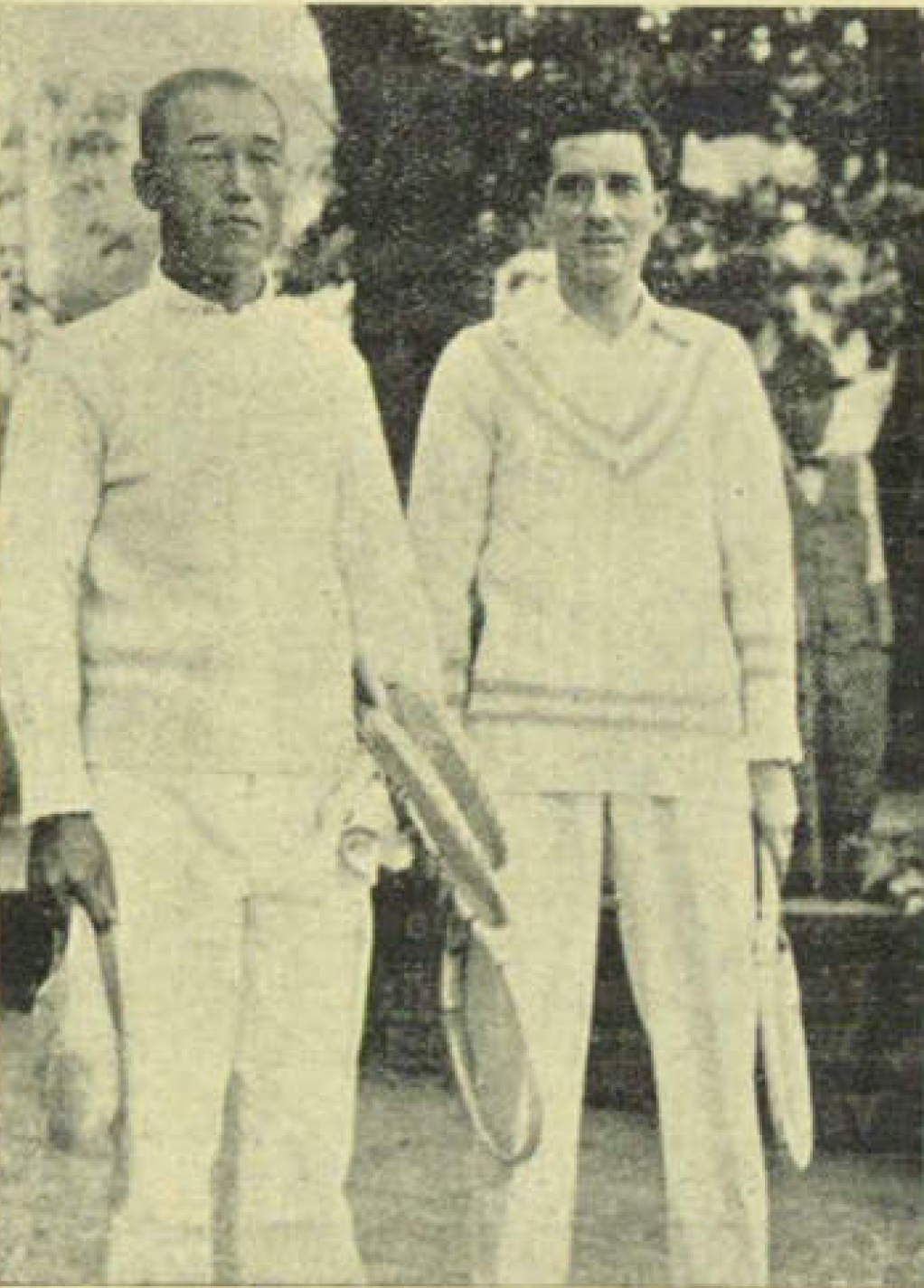
ジャック・ブルニョンと。1929年

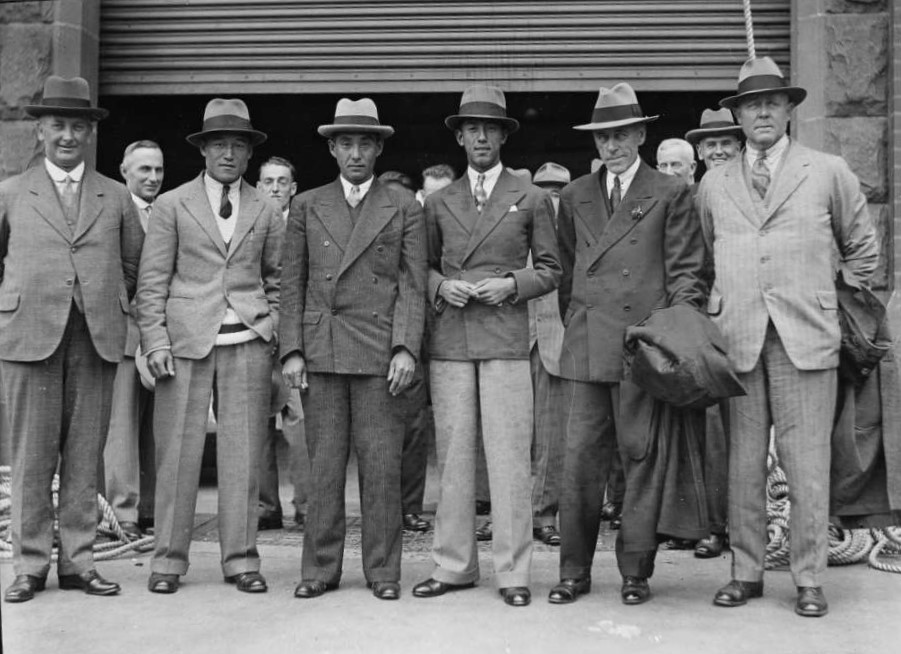
原田武一、布井良助と佐藤（前列左から二人目）。1932年、シドニー

佐藤 次郎（さとう じろう, 1908年（明治41年）1月5日 - 1934年（昭和9年）4月5日）は、日本の男子テニス選手。1930年代前半にグランドスラムシングルスベスト4、ウィンブルドン選手権ダブルス準優勝、全豪オープン混合ダブルス準優勝など国際的に活躍し、1933年に世界ランキング3位となった。グランドスラムシングルス ベスト4進出5回は現在も日本人歴代最多記録。現在日本人男子シングルス最後の全豪・全仏・全英ベスト4進出者である。現役中に26歳で自殺した。

## 来歴

### 生い立ち
1908年1月5日、群馬県北群馬郡長尾村（現渋川市）の豪農に生まれる。旧制渋川中学校入学後、1926年4月、早稲田大学予科に進学。早稲田大学在学中に日本ランキング1位となる。1933年、早稲田大学政治経済学部経済学科中退。

### 世界トップレベルへ
1930年（昭和5年）の全日本テニス選手権でシングルス優勝。1931年からデビスカップの日本代表となる。同年の全仏選手権で初の4大大会準決勝に進出し、世界ランキング9位に入る。この大会では、当時の男子テニス界でダブルスの第一人者だったジョン・バン・リン（アメリカ）を準々決勝で破った。1932年（昭和7年）、ウィンブルドン選手権大会の準々決勝で前年優勝者のシドニー・ウッド（アメリカ）を破った。続く準決勝で敗れた相手は、イギリスのバニー・オースチンであった。この年は年末の全豪選手権でも、シングルスでハリー・ホップマンとの準決勝まで進み、混合ダブルスではメリル・オハラウッド（パット・オハラウッドの夫人）とのペアで準優勝を記録した。
1933年（昭和8年）は佐藤にとって最高成績の年となり、全仏選手権とウィンブルドン選手権の2大会連続でベスト4に進出し、とりわけ全仏選手権の準々決勝では、イギリスの英雄フレッド・ペリーを破っている。ペリーは今日でも“イギリスのテニスの神様”として称えられるほどの名選手であり、そのペリーを破ったことで佐藤の世界的な評価はさらに高まった。ウィンブルドンのダブルスでは布井良助（神戸高商卒）とペアを組んで決勝に進み、フランスのジャン・ボロトラ＆ジャック・ブルニョン組から第1セットを奪った。この年はデビスカップの対オーストラリア戦で、当時の世界ランキング1位であったジャック・クロフォードを破ったが、佐藤はシングルス第2試合で当時17歳のビビアン・マグラスに敗れてしまい、佐藤自身は日本チームが2勝3敗で敗退したことに深い精神的ショックを受けた。一方、全米選手権には1932年と1933年の2度出場しているが、この大会では4回戦で終わっている。
当時の男子テニス世界ランキングは、イギリスの『デイリー・テレグラフ』紙の評論家であったウォリス・マイヤーズ（Wallis Myers）が選定しており、現在のようなポイント制とは大きく異なっていたが、1933年度で1位ジャック・クロフォード、2位フレッド・ペリー、佐藤は彼らに続く第3位にランクされた。また、佐藤などの活躍を受けて日本でも1933年10月に「テニスファン」という月刊雑誌が創刊された。ところが1933年10月後半から、佐藤の健康状態に異変が見え始める。彼は海外遠征に出始めた頃から、慢性の胃腸炎に悩まされてきた。しかし彼は日本のエースとしての責任感が強く、無理を押して試合出場を続行した。日本庭球協会で主導権争いをしていた早稲田派幹部からのプレッシャーも大きく、当時「デビスカップ選手派遣基金」を募集するに佐藤は必要不可欠な存在であり、どうしてもデ杯出場を辞退することができない背景もあった。

### 自殺・死後
1934年（昭和9年）2月、佐藤は「テニスファン」記者の岡田早苗との婚約を発表した。この年の3月20日、デビスカップの日本チームの主将として、箱根丸でヨーロッパ遠征に出発するが、その途上にあった4月5日にマラッカ海峡にて投身自殺を図った。26歳没。箱根丸の佐藤の船室には、シンガポールに着く前日に書かれた、用紙3枚の遺書が残されていた。日本テニス協会の前身である当時の日本庭球協会の堀田正恒会長に宛てた内容で、久保圭之助が作成したとみられる資料の中から2016年に発見。慢性の胃腸病を患い、集中できず国の期待に応えることができない精神的苦痛を「とてもテニスが出来ません」と明かし、日本代表を引率した自身を「この醜態さ、何と日本帝国に対して謝ってよいか分かりません。その罪、死以上だと思います」と責め、「私は死以上のことは出来ません。生前お世話様になった同胞各位に礼を述べ、卑怯の罪を許されんことを請う。では、さよなら」と結んでいる。
ペリーやクロフォードなど、当時の男子テニス界の頂点にあった選手たちと互角に戦ってきた佐藤の突然の死は、世界のテニスファンにも大きな衝撃を与えた。フランスでは、悲報を聞いた婚約者で女子テニス選手の岡田早苗の写真とともに新聞の第一面で報じられ、ニューヨーク・タイムズ紙も佐藤の競技写真付きで「有名なスター選手の自殺」と報じた。5月6日、早稲田大学のテニスコートで日本庭球協会主催の慰霊祭が開かれた。佐藤はテニスについて「庭球は人を生かす戦争だ」という持論を語っていた。オーストラリアのテニス・ジャーナリスト、ブルース・マシューズは自著『ゲーム・セット・栄冠－オーストラリア・テニス選手権の歴史』（全豪オープンの歴史書）の20ページで、「当時の観客は（佐藤の試合を通して）生死をかけた闘いを見ていることに気づかなかった。（今となっては）探り得ない佐藤の心は（5度の準決勝敗退を）天皇と日本国民を失望させる、耐え難い屈辱とみなした」と述べている。
佐藤の母校の群馬県立渋川高等学校には、佐藤の胸像が建立されている。また佐藤の故郷である渋川市では佐藤の偉業を記念し、渋川市総合公園庭球場にて毎年9月に『佐藤次郎杯ソフトテニス大会』が開催されている。
四大大会での四強入5回と四大大会シングルス32勝は日本テニス史上の最多記録であり、日本人男子の四大大会シングルスにおけるベスト4自体も1933年ウィンブルドンでの佐藤以来長らく途絶えたままだったが、2014年8月28日、全米オープンで錦織圭が3回戦に進出し佐藤が持っていた四大大会シングルス32勝の記録を塗り替える33勝目を挙げ、9月3日には同大会で準決勝および佐藤以来81年ぶりとなる四強進出を果たし、更に決勝戦に進出して日本人テニス選手初となる四大大会準優勝を果たした。

## プレースタイル
佐藤は粘り強いフットワークを最大の持ち味とし、フランス人選手アンリ・コシェのプレースタイルからも大きな影響を受けた。佐藤のそのプレーの詳細はモーリス・ブレディ編の『ローンテニス百科事典』（英語、1958年刊）に詳しいが、本書の118-119ページによれば、佐藤はフォアハンド・ストロークを早いタイミングで打ち、両足でジャンプすることもあったという。また鋭いボレーをベースラインから打つこともあり、攻撃のタイミングを見計らう試合巧者でもあった。いかつい容姿から世界のライバル選手たちには“ブルドッグ佐藤”と呼ばれていた。

## 主な成績

### ダブルス: 1回 (0勝1敗)
| 結果   | 年   | 大会           | パートナー | 相手                                  | スコア             |
| 準優勝 | 1933 | ウィンブルドン | 布井良助   | ジャン・ボロトラ ジャック・ブルニョン | 6–4, 3–6, 3–6, 5–7 |

### 混合ダブルス: 1回 (0勝1敗)
| 結果   | 年   | 大会       | パートナー        | 相手                                                        | スコア        |
| 準優勝 | 1932 | 全豪選手権 | Meryl O'Hara Wood | マージョリー・コックス・クロフォード ジャック・クロフォード | 8–6, 6–8, 3–6 |

### 4大大会シングルス
略語の説明
| W | F | SF | QF | #R | RR | Q# | LQ | A | Z# | PO | G | S | B | NMS | P | NH |

W=優勝, F=準優勝, SF=ベスト4, QF=ベスト8, #R=#回戦敗退, RR=ラウンドロビン敗退, Q#=予選#回戦敗退, LQ=予選敗退, A=大会不参加, Z#=デビスカップ/BJKカップ地域ゾーン, PO=デビスカップ/BJKカッププレーオフ, G=オリンピック金メダル, S=オリンピック銀メダル, B=オリンピック銅メダル, NMS=マスターズシリーズから降格, P=開催延期, NH=開催なし.
| 大会           | 1931 | 1932 | 1933 | 通算成績 |
| -------------- | ---- | ---- | ---- | -------- |
| 全豪選手権     | -    | SF   | -    | 3–1      |
| 全仏選手権     | SF   | 4R   | SF   | 13-3     |
| ウィンブルドン | QF   | SF   | SF   | 14-3     |
| 全米選手権     | -    | 2R   | 4R   | 2–2      |
| W-L            | 9–2  | 11-4 | 12-3 | 32-9     |

- デビスカップ：シングルス14勝4敗、ダブルス8勝2敗

### シングルス準決勝の成績
- 1931年全仏選手権：ジャン・ボロトラ（フランス） 8-10, 6-2, 7-5, 1-6, 2-6
- 1932年ウィンブルドン選手権：ヘンリー・オースチン（イギリス） 5-7, 2-6, 1-6
- 1932年全豪選手権：ハリー・ホップマン（オーストラリア） 6-0, 2-6, 3-6, 6-4, 4-6
- 1933年全仏選手権：ジャック・クロフォード（オーストラリア） 0-6, 2-6, 2-6
- 1933年ウィンブルドン選手権：ジャック・クロフォード 3-6, 4-6, 6-2, 4-6

## 関連作品
- 深田祐介 - 「さらば麗しきウィンブルドン」（文藝春秋社）
- 森田信吾 - 「栄光なき天才たち」（集英社）単行本第17巻